# Unravel
Unravel è un videogioco rompicapo a piattaforme prodotto dallo studio svedese Coldwood Interactive e pubblicato da Electronic Arts nel 2016 per PC, PlayStation 4 e Xbox One.